# Donkey Kong Country 3: Dixie Kong’s Double Trouble!
Donkey Kong Country 3: Dixie Kong’s Double Trouble! — компьютерная игра в жанре платформера, разработанная компанией Rare и изданная Nintendo для игровой системы Super Nintendo Entertainment System в 1996 году. Выход игры состоялся в ноябре 1996 года в Северной Америке и Японии, а 13 декабря того же года — в Европе и Австралии. Является третьей частью серии Donkey Kong Country и прямым продолжением Donkey Kong Country 2: Diddy’s Kong Quest. В 2005 году вышла версия для портативной игровой системы Game Boy Advance. Игра стала доступна для загрузки в сервисе Virtual Console на игровой системе Wii в 2007 году, а также на Wii U в 2014 году.
Сюжет игры повествует о приключениях Дикси Конг и ее двоюродного брата Кидди Конга, пытающихся спасти Донки Конга и Дидди Конга от главного антагониста серии, Короля К. Рула. Действие разворачивается в «Северной Кремисфере» — вымышленной локации, сочетающей черты Северной Европы и Канады. В игре применяется технология Silicon Graphics, использовавшаяся в предыдущих частях серии для создания предварительно отрендеренной трехмерной графики. После выхода игра получила положительные отзывы критиков, которые высоко оценили визуальное оформление и различные аспекты игрового процесса, однако мнения о музыкальном сопровождении разделились.

## Игровой процесс
Dixie Kong’s Double Trouble! — платформер, в котором игрок управляет Дикси Конг и ее двоюродным братом Кидди Конгом. Игровой мир состоит из 8 локаций, включающих в общей сложности 48 уровней. В игре присутствуют элементы игрового процесса из предыдущих частей серии: бочки, бонусные уровни с наградой в виде специальных «бонусных монет», монеты DK, животные-помощники и многопользовательский режим. Каждый из играбельных персонажей обладает уникальными способностями: Дикси может замедлять падение, вращая свои волосы, а Кидди — прыгать по воде. Персонажи могут поднимать и бросать друг друга, что позволяет находить трещины в полу, скрытые переключатели или секретные зоны. Игрок может переключаться между персонажами в любой момент прохождения уровня.

## Сюжет
Донки Конг и его друг Дидди Конг были схвачены бароном К. Руленштейном. Их подруга Дикси Конг и её кузен Кидди отправляются в путь, чтобы спасти своих друзей. Для этого им необходимо преодолеть массу кремлингов, одолеть всевозможных противников, принять бой с роботом барона К. Руленштейна КАОСом и, наконец, встретиться лицом к лицу с самим бароном К. Руленштейном. И только если они смогут преодолеть все эти преграды и опасности, их друзья Донки и Дидди будут свободны.

## Отзывы
| Сводный рейтинг    | Сводный рейтинг |
| Агрегатор          | Оценка          |
| ------------------ | --------------- |
| GameRankings       | 75,08 %         |
| Иноязычные издания |                 |
| Издание            | Оценка          |
| Jeuxvideo.com      | 85%             |